# Calyptrochaeta marginata
Calyptrochaeta marginata är en bladmossart som beskrevs av Ronald Arling Pursell och William Dean Reese 1982. Calyptrochaeta marginata ingår i släktet Calyptrochaeta och familjen Hookeriaceae. Inga underarter finns listade i Catalogue of Life.